# Chłopczyce
Chłopczyce (ukr. Хлопчиці, Chłopczyci) – wieś na Ukrainie w rejonie samborskim należącym do obwodu lwowskiego, położona nad rzeką Strwiąż, która na południowy wschód od miejscowości wpada do Dniestru.
Znajduje się tu przystanek kolejowy Chłopczyce, położony na linii Obroszyn – Sambor.